# الألعاب الأولمبية الشتوية 2002

شعار الألعاب الأولمبية الشتوية 2002.

أقيمت الألعاب الأولمبية الشتوية لسنة 2002 في مدينة سالت لايك سيتي الأمريكية.

## اختيار المدينة المضيفة
تم اختيار مدينة سالت ليك سيتي بدلاً من مدينة كيبيك، كندا؛ سيون، سويسرا؛ وÖstersund، السويد، في 16 يونيو 1995، في الدورة 104 للجنة الأولمبية الدولية في بودابست، المجر.كانت مدينة سولت ليك سيتي قد احتلت المركز الثاني سابقًا خلال العطاءات الخاصة بدورة الألعاب الأولمبية الشتوية لعام 1998، والتي مُنحت لناغانو، اليابان، وعرضت أن تكون المضيف المؤقت لدورة الألعاب الأولمبية الشتوية لعام 1976 عندما انسحب المضيف الأصلي، دنفر، كولورادو. منحت إنسبروك، النمسا، في نهاية المطاف، دورة الألعاب الأولمبية الشتوية لعام 1976.
كانت هناك فضيحة تتعلق بادعاءات رشوة استخدمت للفوز بحقوق الألعاب. قبل عرضها الناجح، حاولت مدينة سالت ليك سيتي أربع مرات لتأمين الألعاب، وفشلت في كل مرة. في عام 1998، اتهم أعضاء اللجنة الأولمبية الدولية (IOC) بأخذ هدايا من اللجنة المنظمة لـ Salt Lake (SLOC) أثناء عملية تقديم العطاءات. أدت المزاعم إلى طرد العديد من أعضاء اللجنة الأولمبية الدولية واعتماد قواعد جديدة للجنة الأولمبية الدولية. على الرغم من أنه لم يتم فعل أي شيء غير قانوني تمامًا، فقد كان هناك شعور بأن قبول الهدايا كان مشكوكًا فيه من الناحية الأخلاقية. بالإضافة إلى ذلك، وجهت وزارة العدل الأمريكية اتهامات قانونية ضد قادة لجنة عرض سالت ليك.أطلقت التحقيقات أيضا في عملية تقديم العطاءات مسبقة من مدن أخرى، وجدت أن أعضاء اللجنة الأولمبية الدولية تلقى رشاوى خلال عملية تقديم العطاءات لكل من دورة الألعاب الأولمبية الشتوية 1998 ودورة الالعاب الاولمبية الصيفية 2000. ردًا على الفضيحة، تم تعيين ميت رومني كرئيس ومدير تنفيذي جديد للجنة المنظمة في سولت ليك.
نتيجة المناقصة عام 2002 لدورة الألعاب الأولمبية الشتوية
| المدينة        | الدولة           | الجولة 1 |
| مدينة سولت ليك | الولايات المتحدة | 54       |
| إوسترسوند      | السويد           | 14       |
| سيون           | سويسرا           | 14       |
| مدينة كيبيك    | كندا             | 7        |

## الألعاب

### حفل الإفتتاح
أقيم حفل افتتاح دورة الألعاب الأولمبية الشتوية لعام 2002 في ملعب رايس إكليس بجامعة يوتا في 8 فبراير 2002. وتم تجديد المرفق وتوسيعه من أجل الألعاب. افتتح الرئيس جورج دبليو بوش الألعاب رسميًا، بينما أضاء المرجل الأولمبي أعضاء فريق هوكي الجليد الأمريكي الحائز على الميدالية الذهبية من دورة الألعاب الأولمبية الشتوية عام 1980 في ليك بلاسيد، نيويورك.
في اعتراف بهجمات 11 سبتمبر، افتتح الحفل بمدخل العلم الأمريكي التالف الذي انتشل من حطام مركز التجارة العالمي، يحمله حرس الشرف للرياضيين الذين رشحهم زملائهم أعضاء الفريق الأمريكي (كما هو الحال مع الرئيسيين). حامل العلم)، وضباط شرطة من هيئة ميناء نيويورك ونيوجيرسي، وإدارة شرطة مدينة نيويورك، ورجال الإطفاء من إدارة إطفاء مدينة نيويورك. تم تقديم العلم أثناء عزف النشيد الوطني للولايات المتحدة " The Star-Spangled Banner "، كما تؤديه جوقة المعبد.
تم تصميم المرجل الأولمبي ليبدو وكأنه جليد مصنوع من الزجاج، مما يسمح برؤية النار مشتعلة بداخله، مما يعكس شعار الألعاب «أشعل النار من الداخل» وموضوع «النار والجليد» الشامل. يقف المرجل الزجاجي الفعلي فوق دعامة زجاجية وفولاذية ملتوية، بارتفاع 12 قدمًا (3.7 مترًا)، واللهب داخل الحروق عند 900 درجة فهرنهايت (482.2 درجة مئوية). مع دعمها، يبلغ ارتفاع المرجل 117 قدمًا (36 مترًا) ومصنوع من 738 قطعة فردية من الزجاج. ترسل النفاثات الصغيرة الماء إلى أسفل الجوانب الزجاجية من المرجل للحفاظ على الزجاج والمعدن باردًا (حتى لا يتشققوا أو يذوبوا) وإعطاء تأثير ذوبان الجليد. تم تصميم المرجل بواسطة WET Designفي لوس أنجلوس، تم بناء إطارها من قبل شركة تصنيع الأفعوانية Arrow Dynamics في كليرفيلد، يوتا، وقطعها الزجاجية التي أنشأتها Western Glass of Ogden، يوتا. كانت تكلفة المرجل مليوني دولار، وتم الكشف عنها للجمهور عندما تم تركيبها في الأصل في ملعب رايس إيكلز في 8 يناير 2002.
تم تصميم الإنتاج لحفلتي الافتتاح والختام بواسطة Seven Nielsen، وتم توجيه الموسيقى لكلا الاحتفلين بواسطة Mark Watters.

### اللجان الأولمبية الوطنية المشاركة
تأهل ما مجموعه 78 فريقًا رياضيًا واحدًا على الأقل للمنافسة في الألعاب. شاركت خمس من اللجان الأولمبية الوطنية لأول مرة في الألعاب الأولمبية الشتوية في سولت ليك، بما في ذلك الكاميرون وهونغ كونغ ونيبال وطاجيكستان وتايلاند.
| اللجان الأولمبية الوطنية المشاركة |
| --- |
| - أندورا (3) - الأرجنتين (11) - أرمينيا (9) - أستراليا (27) - النمسا (90) - أذربيجان (4) - بيلاروس (64) - بلجيكا (6) - برمودا (1) - البوسنة والهرسك (2) - البرازيل (10) - بلغاريا (23) - الكاميرون (1) - كندا (150) - تشيلي (6) - الصين (66) - كوستاريكا (1) - كرواتيا (14) - قبرص (1) - جمهورية التشيك (76) - الدنمارك (11) - إستونيا (17) - فيجي (1) - فنلندا (98) - فرنسا (114) - جورجيا (4) - ألمانيا (157) - بريطانيا العظمى (49) - اليونان (10) - هونغ كونغ (2) - المجر (25) - آيسلندا (6) - الهند (1) - إيران (2) - جزيرة أيرلندا (6) - إسرائيل (5) - إيطاليا (112) - جامايكا (2) - اليابان (103) - كازاخستان (50) - كينيا (1) - كوريا الجنوبية (48) - قيرغيزستان (2) - لاتفيا (47) - لبنان (2) - ليختنشتاين (8) - ليتوانيا (8) - مقدونيا (2) - المكسيك (3) - مولدوفا (5) - موناكو (5) - منغوليا (4) - نيبال (1) - هولندا (27) - نيوزيلندا (10) - النرويج (77) - بولندا (27) - بورتوريكو (2) - رومانيا (21) - روسيا (151) - سان مارينو (1) - سلوفاكيا (49) - سلوفينيا (40) - جنوب إفريقيا (1) - إسبانيا (7) - السويد (102) - سويسرا (110) - تايبيه الصينية (6) - طاجيكستان (1) - تايلاند (1) - ترينيداد وتوباغو (2) - تركيا (3) - أوكرانيا (68) - الولايات المتحدة (202) (host) - أوزبكستان (6) - فنزويلا (4) - جزر العذراء (8) - يوغوسلافيا (6) |

## جدول الميداليات
البلد المستضيف (الولايات المتحدة)
| الترتيب | منتخب            | ذهبية | فضية | برونزية | المجموع |
| ------- | ---------------- | ----- | ---- | ------- | ------- |
| 1       | النرويج          | 13    | 5    | 7       | 25      |
| 2       | ألمانيا          | 12    | 16   | 8       | 36      |
| 3       | الولايات المتحدة | 10    | 13   | 11      | 34      |
| 4       | كندا             | 7     | 3    | 7       | 17      |
| 5       | روسيا            | 5     | 4    | 4       | 13      |
| 6       | فرنسا            | 4     | 5    | 2       | 11      |
| 7       | إيطاليا          | 4     | 4    | 5       | 13      |
| 8       | فنلندا           | 4     | 2    | 1       | 7       |
| 9       | هولندا           | 3     | 5    | 0       | 8       |
| 10      | النمسا           | 3     | 4    | 10      | 17      |
| 11      | سويسرا           | 3     | 2    | 6       | 11      |
| 12      | كرواتيا          | 3     | 1    | 0       | 4       |
| 13      | الصين            | 2     | 2    | 4       | 8       |
| 14      | كوريا الجنوبية   | 2     | 2    | 0       | 4       |
| 15      | أستراليا         | 2     | 0    | 0       | 2       |
| 16      | جمهورية التشيك   | 1     | 2    | 0       | 3       |
| 17      | إستونيا          | 1     | 1    | 1       | 3       |
| 18      | المملكة المتحدة  | 1     | 0    | 1       | 2       |
| 19      | السويد           | 0     | 2    | 5       | 7       |
| 20      | بلغاريا          | 0     | 1    | 2       | 3       |
| 21      | اليابان          | 0     | 1    | 1       | 2       |
| 21      | بولندا           | 0     | 1    | 1       | 2       |
| 23      | بيلاروس          | 0     | 0    | 1       | 1       |
| 23      | سلوفينيا         | 0     | 0    | 1       | 1       |
| المجموع | المجموع          | 80    | 76   | 78      | 234     |